# 4840 Otaynang
4840 Otaynang este un asteroid din centura principală, descoperit pe 23 octombrie 1989 de Yoshiaki Oshima.